# Dzjvari (berg)
Dzjvari (georgiska: ჯვარი) är ett berg i Georgien. Det ligger i den vöstra delen av landet, i regionen Ratja-Letjchumi och Nedre Svanetien. Toppen på Dzjvari är 1 590 meter över havet